# John Merricks
John Merricks est un skipper britannique né le 16 février 1971 à Leicester et mort dans un accident de voiture le 15 octobre 1997 à Castiglione della Pescaia.

## Carrière
John Merricks obtient une médaille d'argent olympique dans la catégorie des Tornado lors des Jeux olympiques d'été de 1996 à Atlanta en compagnie de son coéquipier Ian Walker.